# Carl Marizy
Carl Marizy (* 20. Oktober 1909 in Münster; † 27. November 1996 in Bremen) war ein katholischer Prälat und Direktor der Caritas Bremen.

## Biografie
Marizy kam 1914 nach Bremen, er absolvierte bis 1928 das Alte Gymnasium. Er studierte katholische Theologie an der Universität Münster. 1934 wurde er zum Priester geweiht. Er war dann an einer Hamburger und 1939 an einer Kieler Gemeinde tätig. Im Zweiten Weltkrieg war er Marinepfarrer und dann von 1944 bis 1949 in sowjetischer Gefangenschaft. Er studierte danach zusätzlich in Münster Sozialwissenschaften und wurde zunächst in Bremen als Pfarrer eingesetzt, zugleich erteilte er Religionsunterricht, wirkte für Radio Bremen und für die Bremer Volkshochschule. 1961 erhielt er den Auftrag den Caritas-Verband in Bremen aufzubauen. U. a. errichtete und leitete er das Jugendwohnheim „Kolpinghaus“ an der Kolpingstr. Er wurde Direktor der Caritas. 1969 erfolgte seine Ernennung zum päpstlichen Ehrenkaplan mit dem Titel Monsignore (Msgr).
Nach der Errichtung des Malteser Hilfsdienstes in Bremen wurde die Landesgeschäftsstelle ehrenamtlich vom Stadtbeauftragten Günter Schuppert geleitet, unterstützt von Caritasdirektor Msgr. Marizy. 1985 trat er in den Ruhestand und 1984 erhielt er das Große Bundesverdienstkreuz. Marizy war geistlicher Beirat und Mitglied der katholischen Studentenverbindung KTV Visurgis zu Bremen im CV.